# Giuseppe Dattaro

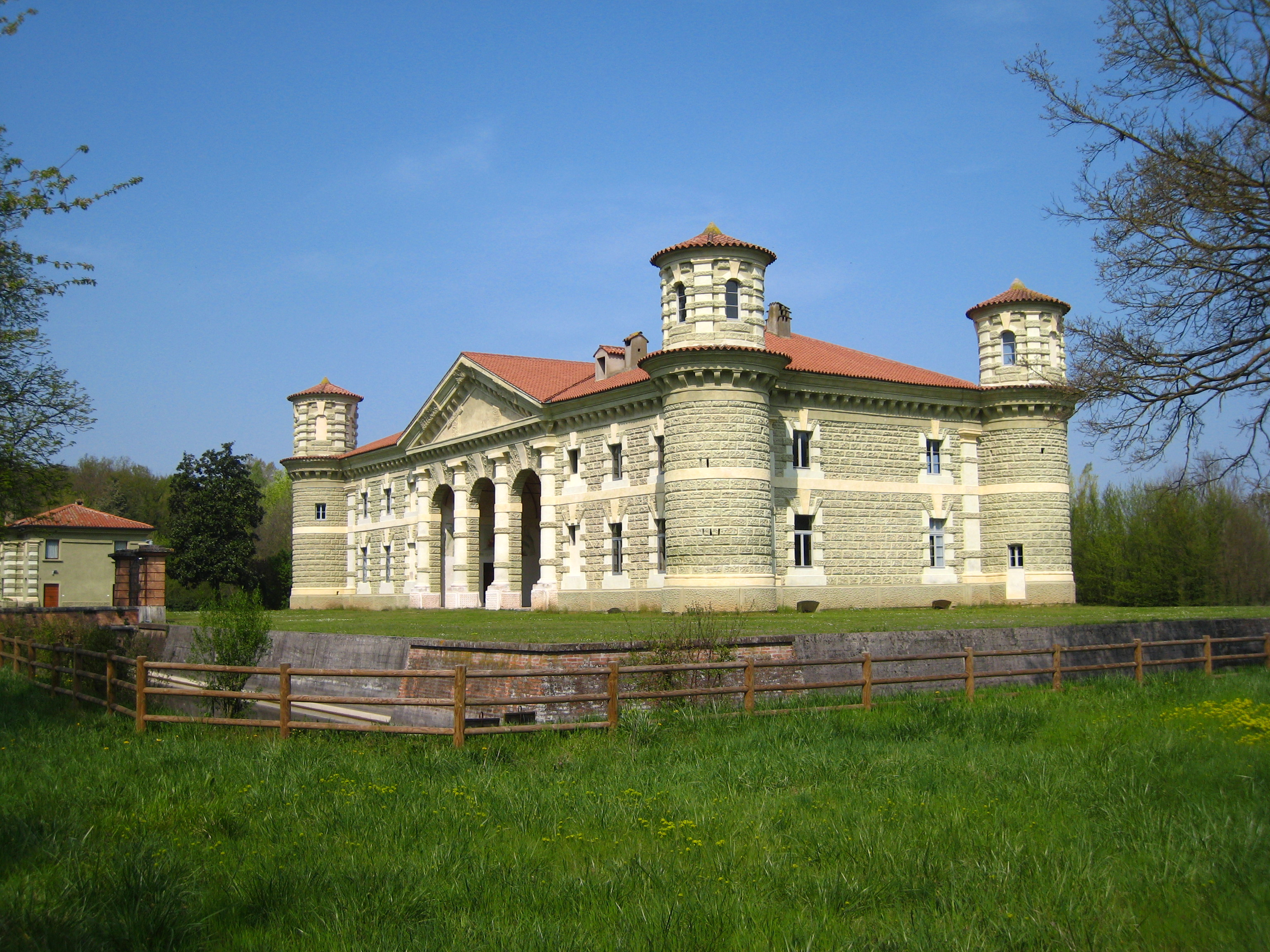
Palazzina gonzaghesca di Bosco Fontana

Giuseppe Dattaro, detto Pizzafuoco (Cremona, 1540 circa – Cremona, 22 febbraio 1619), è stato un architetto italiano, figlio di Francesco, membri di una famiglia cremonese di architetti i cui primi esponenti esordirono nel cantiere della Cattedrale di Cremona.

## Biografia
Dopo aver lavorato con il padre nel rifacimento di ambienti interni della cattedrale di Cremona, nel 1583 si occupò su richiesta dei Gonzaga, delle fortificazioni di Guastalla. Tale opera non fu conclusa dal Dattaro poiché fu sostituito con G. B. Clerici. Ma i rapporti con la nobile famiglia mantovana non si interruppero. Nel 1590 infatti divenne "Prefetto delle fabbriche ducali" chiamato da Vincenzo I Gonzaga, che dopo un suo obbligato ritorno a Cremona, lo riassunse per tre anni dal marzo 1592. In questo suo ruolo si occupò principalmente di residenze gonzaghesche extraurbane, molte andate distrutte; tra queste la più importante è certamente la palazzina interna al Bosco Fontana di Marmirolo. L'edificio che tradisce evidenti richiami allo stile di Giulio Romano, fu poi portato a compimento da Antonio Maria Viani.
Giuseppe Dattaro interruppe i rapporti con Mantova nel maggio 1595, quando in seguito a una denuncia di funzionari di corte, patì pure una breve detenzione carceraria. Tornò a Cremona dove dedicò la sua attività al Duomo del quale era stato nominato curatore già nel 1580. Nel 1602 ridisegnò la facciata della Chiesa dei Santi Omobono ed Egidio.
Gli sono attribuite altre opere, molte non più esistenti, tra quelle superstiti il Castello Soresina-Vidoni a Cremona e Villa Affaitati Trivulzio  a Grumello Cremonese ed Uniti.